# Moraine Lake
Moraine Lake je ledovcové jezero v Národním parku Banff v Kanadě. Leží čtrnáct kilometrů od vesnice Lake Louise v údolí Valley of the Ten Peaks, v nadmořské výšce přibližně 1885 m n. m. Rozkládá se na ploše půl čtverečního kilometru. V oblasti kolem jezera se nachází několik pěších turistických stezek. Jedna z nejčastěji využívaných stezek nese název Rockpile Trail a táhne se kolem morény.